# George Laurence Gomme
Sir George Laurence Gomme (ur. 1853, zm. 1916) – angielski etnolog i folklorysta, współzałożyciel "Folklore Society" w 1878 roku.

## Publikacje
- Primitive Folk-Moots (1880)
- Folk-Lore Relics of Early Village Life (1883)
- The Village Community (1890)
- Handbook of Folk-Lore (1890)
- Ethnology in Folk-Lore (1892, wyd. polskie Folklor. Podręcznik dla zajmujących się ludoznawstwem, tłum. Wojciech Szukiewicz, Kraków 1901)
- Folk-Lore as a Historical Science (1908)